# 부레옥잠
부레옥잠(Pontederia crassipes, 이전 명칭: Eichhornia crassipes)은 일반적으로 일반 수초로 알려져 있으며 남미 원산 의 수생 식물로 전 세계에 귀화되어 있으며 원산지 범위를 벗어나면 종종 침입 으로 자란다. 일화적으로 침입적 성장 경향으로 인해 "벵골의 공포"로 알려져 있다.

## 설명
부레옥잠은 열대 및 아열대 남아메리카가 원산지인 자유롭게 떠다니는 다년생 수생 식물 (또는 수생식물)이다. 넓고 두껍고 윤이 나는 난형 잎을 가진 부레옥잠은 높이가 1m(3피트)까지 수면 위로 솟아오를 수 있다. 잎은 줄기 에 10~20cm(4~8인치) 너비로 있으며 , 줄기는 수면 위 바닥에 있는 부력이 있는 전구 모양의 혹으로 떠 있다. 잎은 길고 해면질이며, 구근 모양의 줄기가 있다. 깃털처럼 가볍고 자유롭게 매달린 뿌리는 자주빛 검은색, 똑바로 선 줄기에 8~15개의 눈에 띄게 매력적인 꽃이 한 송이 달려 있으며, 꽃은 대부분 라벤더에서 분홍색으로 변하고 꽃잎은 6개이다. 꽃이 피지 않을 때 물 히아신스는 개구리풀(Limnobium spongia)이나 아마존 개구리풀(Limnobium laevigatum) 로 착각될 수 있다.
가장 빠르게 자라는 것으로 알려진 식물 중 하나인 수초는 주로 주자 또는 포복줄기 를 통해 번식하며 , 이것이 결국 자손 식물을 형성한다. 각 식물은 매년 수천 개의 씨앗을 생산할 수 있으며, 이 씨앗은 28년 이상 생존할 수 있다.  일반적인 수초는 왕성하게 자라며, 매트는 1~2주 만에 크기가 두 배가 될 수 있다.  크기가 아닌 식물 수 측면에서 23일 만에 백 배 이상 늘어난다고 한다.
원산지에서는 긴 혀를 가진 벌에 의해 꽃가루가 수분되며, 유성 생식과 무성 생식 모두 가능하다. 부레옥잠의 침입성은 자가 복제 능력과 관련이 있으며, 넓은 면적의 꽃은 모두 동일한 유전적 형태를 가질 가능성이 높다.
부레옥잠은 세 가지 꽃 형태를 가지고 있으며 " 삼중꽃(tristylous )"이라고 한다. 꽃 형태는 암술의 길이에 따라 긴(L), 중간(M), 짧은(S)으로 명명된다.   그러나 삼중꽃 개체군은 남미 저지대 부레옥잠의 토착 서식지에 국한된다. 도입된 서식지에서는 M형 형태가 우세하고 L형 형태는 간헐적으로 나타나며 S형 형태는 전혀 나타나지 않는다.  꽃 형태의 이러한 지리적 분포는 창시자 사건이 이 종의 전 세계적 확산에 중요한 역할을 했음을 시사한다.

## 서식지와 생태
서식지 는 열대 사막 부터 아열대 , 또는 온대 사막부터 열대 우림 지대까지 다양하다 . 수초의 내한성은 다음과 같다.
- 최소 성장 온도는 12°C(54°F)
- 최적 성장 온도는 25~30°C(77~86°F)
- 최대 성장 온도는 33~35°C(91~95°F)

pH 내성은 5.0~7.5로 추정된다. 잎은 서리 에 의해 죽고, 식물은 34°C(93°F) 이상의 수온을 견디지 못한다. 부레옥잠은 평균 염도가 해수의 15%(kg당 약 5g의 소금)를 초과하는 곳에서는 자라지 않는다. 기수에서는 잎이 상피세포 증식과 황화 현상을 보이며 결국 죽는다. 수확한 부레옥잠을 바다 에 버려 죽게 된다.
질소 고정 박테리아 종인 Azotobacter chroococcum 은 아마도 잎자루 의 기부 주위에 집중되어 있지만, 식물이 극심한 질소 결핍을 겪지 않는 한 이 박테리아는 질소를 고정하지 않는다.
신선한 식물에는 가시가 있는 결정이 포함되어 있다.  이 식물에는 시안화수소 , 알칼로이드 및 트리테르페노이드 가 포함되어 있으며 가려움증을 유발할 수 있다고 보고되어있다. 2,4-디클로로페녹시아세트산 (2,4-D)을 뿌린 식물은 오염된 환경 에서 치명적인 양의 질산염  및 기타 유해 요소를 축적할 수 있다.

## 침입종
부레옥잠은 빠르게 자라고 번식하기 때문에 연못과 호수의 넓은 부분을 덮을 수 있다. 또, 한 지역의 다른 침입성 식물 및 토종 식물과 쉽게 공존할 수 있다. 특히 취약한 곳은 인공 저수지나 많은 양의 영양분을 받는 부영양화된 호수 와 같이 이미 인간 활동의 영향을 받은 수역이다.   떠다니는 식물과 잠긴 식물 모두 토종 수생 식물과 경쟁한다.  2011년 Wu Fuqin et al은 운남 뎬츠 호수의 결과를 추적하고 부레옥잠이 수질 환경의 질에 따라 식물성 플랑크톤, 잠긴 식물 및 조류의 광합성에 영향을 미치고 성장을 억제할 수 있음을 보여주었다. 부패 과정은 물 속의 용존 산소를 고갈시켜 종종 물고기를 죽였다.
부레옥잠은 많은 양의 유해 중금속 및 기타 물질을 흡수할 수 있다. 죽은 후 썩어 물 바닥으로 가라앉아 수역에 2차 오염을 일으켜 자연 수질을 파괴하고 심각한 경우 주민의 식수 품질에 영향을 미칠 수도 있다. 부레옥잠이 많이 자라는 물은 종종 질병 매개체 (예: 모기  및 달팽이)와 유해 병원균의 번식지가 되어 지역 주민의 건강에 잠재적 위협을 초래한다.  이러한 종의 성장을 효율적으로 줄이거나 제어하기 위해 감염된 지역을 신속하게 모니터링하는 것이 매우 중요하다.  한편, 부레옥잠은 금붕어의 먹이 공급원을 제공하고, 물을 깨끗하게 유지하고  산소 공급을 도울 수도 있다.
부레옥잠의 침입은 사회경제적 결과도 초래한다. 부레옥잠은 최대 95%의 물로 구성되어 있기 때문에 증발 산율이 높다.  따라서 이 종으로 덮인 작은 호수는 말라붙어 지역 사회에 적절한 물이나 식량 공급이 없게 될 수 있다. 일부 지역에서는 부레옥잠이 빽빽이 쌓여 수로를 사용할 수 없어 운송 수단(인력과 화물 모두)이 손실되고 낚시 가능성도 사라진다.  수역에서 부레옥잠을 제거하고 수확한 잔해를 파기하는 방법을 알아내는 데 많은 자금이 할당되었다.  부레옥잠을 기계적으로 수확하려면 상당한 노력이 필요한다. 100만 톤의 신선한 바이오매스를 제거하려면 365일 동안 하루에 40m3 용량의 트럭 75대가 필요한다.  그런 다음 수초는 투기장으로 옮겨져 분해되어 CO 2, 메탄 및 질소 산화물이 방출된다.
부레옥잠은 북미, 유럽, 아시아, 호주, 아프리카, 뉴질랜드 에 널리 도입되었다 .  많은 지역에서 중요하고 해로운 침입종이 되었다 .뉴질랜드에서는 국가 해충 식물 협정 에 등재되어 있어 번식, 배포 또는 판매가 금지되어 있다. 루이지애나, 인도 의 케랄라 백워터 , 캄보디아 의 톤레삽 , 빅토리아 호수 와 같은 대규모 수역에서는 심각한 해충이 되었다. 일반 부레옥잠은 1980년대에 이 지역에 도입된 이후 아프리카의 빅토리아 호수에서 침입 식물 종이 되었다.
1.22 Gb/8 염색체 참조 게놈은 3개 대륙의 10개 수초 계통 사이의 핵 및 엽록체 게놈을 연구하기 위해 조립되었다.  결과는 유전적 다양성이 가장 높은 남미에서 제한된 수초 유전자형이 확산되었음을 나타낸다. 이 논문은 브라질 동부 해안의 이타자이 항구 에서 출발하는 선박에서 유래할 가능성이 있는 확산을 제안한다.  그러나 방글라데시와 인도네시아 의 샘플에 대한 유전학 연구는 서로 다른 유전자형을 보여주며 잠재적으로 여러 도입 벡터를 연루시킨다.
또한 게놈 연구는 식물-병원체 상호작용, 식물-호르몬 신호 전달, 광합성 및 비생물적 스트레스 내성의 4가지 핵심 경로에서의 적응을 밝혀냈다. 이는 수초가 자신의 지위를 확장하고 다른 토착 식물과 경쟁할 수 있도록 해준다.

### 미국

#### 미국으로의 유입
수초가 미국 에 어떻게 소개되었는지에 대해서는 다양한 이야기가 전해진다 .
1884년 박람회
수초가 1884년 뉴올리언스 세계박람회 ( 세계면화 100주년 기념 으로도 알려짐) 에서 미국에 처음 소개되었다는 주장  은 "최초의 확실한 설명"  이자 "지역 전설"
일본의 개입 의혹
어느 시점에, 이 식물들이 박람회에서 일본 대표단에 의해 선물로 주어졌다는 전설이 생겨났다.  이 주장은 1940년으로 거슬러 올라가는 군 엔지니어 무역 저널에 게재된 관련 기사에는 없지만,  루이지애나 보존부 야생동물 및 어류과장이 1941년에 쓴 글에는 나타났다. 저자는 "일본 정부가 박람회에 일본식 건물을 유지했고" "일본 직원들이 베네수엘라에서 상당량의 수초를 수입하여 기념품으로 주었다"고 썼다.  이 주장은 후대 작가들에 의해 세부 사항에 다양한 변화를 주며 반복되었다. 예를 들어, 미국 국립과학원 펠로우인 노엘 D. 비엣마이어 (1975)는 "일본 기업가들"이 이 식물을 미국에 도입했으며, 이 식물들은 "베네수엘라의 오리노코 강에서 채집되었다"고 썼다.  이 주장은 기념품 식물이 다양한 수로에 부주의하게 버려졌다고 주장한 NASA 연구원 2명 ( Wolverton & McDonald 1979 )에 의해 반향되었다.  한편 캐나다 생물학자 Spencer CH Barrett (2004)은 이 식물이 처음에는 정원 연못에서 재배된 후 번식하여 주변으로 퍼져 나갔다는 이론을 지지했다.  이 이야기는 어린이 이야기꾼 Carole Marsh (1992)가 박람회 기간 동안 "일본이 수초 씨앗을 나눠주었다"고 말하면서 다른 세부 사항을 얻게 된다.  또 다른 남부 이야기꾼 Gaspar J. "Buddy" Stall(1998)은 일본인이 각 가족에게 그 씨앗 패키지를 주었다고 독자들에게 확신시켰다.
다른 소개 수단
한 논문은 또한 침입성 식물의 보급에 씨앗과 식물의 카탈로그 판매가 어떤 역할을 했을지에 대해 조사했다. P . crassipes는 뉴저지 주 보든타운 에 본사를 둔 Edmund D. Sturtevant의 희귀 수련 및 기타 선택 수생 식물 카탈로그  의 1884년호에서 판매된 것으로 밝혀졌으며 , 독일의 Haage & Schmidt  [ de ] 는 1864년(회사 설립 당시)부터 이 식물을 판매해 왔다.  1895년까지는 뉴저지, 뉴욕, 캘리포니아, 플로리다 주의 씨앗 공급업체에서 판매되었다.
Harper's Weekly 잡지(1895)는 뉴올리언스의 어떤 남자가 1892년경 콜롬비아에서 수초를 수집하여 집으로 가져왔고 그 식물이 2년 만에 번성했다는 일화적인 기사를 실었다.

#### 동남부의 감염 및 방제
풍신초가 뭉치로 번식하면서 일부 어류에 해로울 수 있으며 보트와 선박의 수로를 막는다.  이러한 효과는 20세기 초 루이지애나주에서 이미 관찰되었다.
이 식물은 1890년 플로리다 에 도입되어  약 50kg/m²의 식물 질량을 축적했으며 존스 강을 막았다 . 1897 년 정부는 플로리다와 루이지애나와 같은 걸프 지역 주들을 괴롭히는 수초 문제를 해결하기 위해 미국 육군 공병대 태스크 포스를 파견했다.
20세기 초, 미국 전쟁부 (즉, 육군 공병대)는 제트 스트림 증기와 뜨거운 물, 다양한 강산 이나 석유를 적용한 후 소각하는 등 식물을 근절하는 다양한 수단을 시험했다.  포화 소금 용액을 분무하면 식물이 죽었지만 엄청나게 비싼 것으로 간주되었다. 엔지니어들은 활성 성분이 비소산인 하베스타 브랜드 제초제를 근절을 위한 최적의 비용 효율적인 도구로 선택했다.  이 제초제는 1905년까지 사용되었으며 그 후 다른 흰색 비소 기반 화합물로 대체되었다.  분무를 담당한 엔지니어는 독이 문제가 될 것이라고 생각하지 않았으며 분무하는 보트의 승무원이 작업 구역에서 물고기를 잡아서 먹을 것이라고 말했다.  그러나 탈출한 군집의 광대함과 일부 감염된 지역에 대한 접근 불가능성으로 인해 살포만으로는 물초를 완전히 근절할 수 있는 희망이 거의 없었고 엔지니어는 생물학적 제어 수단이 필요할 수 있다고 제안했다.
1910년 신식품협회는 부레옥잠을 먹고 당시의 또 다른 심각한 문제인 미국의 육류 위기를 해결하기 위해 아프리카에서 하마를 수입하여 루이지애나의 강과 늪에 방류할 것을 제안했다.  미국 하마 법안으로 알려진 HR 23621은 루이지애나 의원 로버트 브루사드가 제안했고 미국 하원 농업 위원회에서 논의되었다.신식품협회의 주요 협력자이자 브루사드 법안의 지지자는 유명한 미국 정찰병 인 프레더릭 러셀 번햄 소령 과 나중에 독일의 악명 높은 스파이가 된 남아프리카 정찰병인 프리츠 듀케인 대위였다. 농업위원회에 제출한 버넘은 미국인들이 먹는 동물(닭, 돼지, 소, 양, 어린 양) 중 어느 것도 미국 토종이 아니며 수 세기 전 유럽 정착민들이 모두 수입한 것이었으므로 미국인들은 하마와 다른 대형 동물들을 미국 식단에 도입하는 데 주저해서는 안 된다고 주장했다. 남아프리카공화국에서 태어나고 자란 듀케인은 또한 그 대륙의 유럽 정착민들이 일반적으로 하마, 타조, 영양, 그리고 다른 아프리카 야생 동물들을 식단에 포함시켰으며 아무런 부작용도 겪지 않았다고 지적했다. 미국 하마 법안은 통과에 한 표가 모자랐다.
부레옥잠은 또한 플로리다의 해우가 서식하는 물에 도입되어 오염되어 조류 개화 의 희생양이 된 물의 생물학적 복원 ( 아래 §식물 복원 참조) 을 목적으로 한다 .  해우는 물 히아신스를 식단에 포함하지만  이것이 해우에게 첫 번째 선택 음식이 아닐 수도 있다.

#### 미국에서의 판매 및 배송의 합법성
1956년에 E. crassipes는 벌금 및 징역형을 조건으로 미국에서 판매 또는 운송이 금지되었다.  이 법은 2020년 12월 27일 HR133  [116대 국회(2019-2020)]에 의해 폐지되었다.

### 아프리카
빅토리아 호수의 수초 수초는 이집트 의 무하마드 알리 시대에 18세기 후반에서 19세기 초반에 이집트에 도입되었을 수 있지만 1879년까지 침입적 위협으로 인식되지 않았다.  이집트로의 침입은 Brij Gopal 에 의해 1879년에서 1892년 사이에 이루어졌다 .
이 식물(아프리칸스어: waterhiasint  )은 1910년에 남아프리카를 침략했을 가능성이 있지만  그보다 더 이른 날짜가 주장되기도 한다.  수초에 의해 광범위하게 위협받고 있는 수역은 북서부 지방 의 Brits 근처에 있는 Hartebeespoort Dam 이다 .
이 식물은 벨기에 식민지 주민들 이 르완다의 토지를 아름답게 가꾸기 위해 도입했다 . 이후 자연적으로 빅토리아 호수로 퍼져 1988년에 처음 발견되었다.  천적이 없는 빅토리아 호수에서는 생태적 재앙이 되어 호수를 질식시키고, 어류 서식지를 감소시키며, 지역 경제에 피해를 주고 있다. 또한 키수 무와 다른 항구로의 접근을 방해하고 있다.
수초는 에티오피아 에도 나타났으며, 1965년 코카 저수지 와 아 와쉬 강 에서 처음 보고되었다 . 에티오피아 전력청은 상당한 인력을 들여 수초를 적당히 통제했다. 에티오피아의 다른 침입 사례로는 감벨라 지역 의 많은 수역 , 타나 호수 에서 수단 으로 이어지는 청나일 강 , 알렘 테나 근처의 엘렌 호수가 있다.  2018년까지 수초는 에티오피아 타나 호수에서 심각한 문제가 되었다.
부레옥잠은 말라위의 리원데 국립공원 에 있는 샤이어 강에서도 발견되었다 .

### 아시아
부레옥잠은 장식용 꽃과 잎 모양 때문에 인도 벵골 에 도입되었지만 , 수역에서 산소를 빨아들이고 어류 자원을 황폐화시키는 침입성 잡초가 되었다.  부레옥잠은 벵골에서는 "(아름다운) 푸른 악마"로, 인도 다른 지역에서는 "벵골 테러"로 불렸다. 제1차 세계 대전 발발 시 독일 카이저 잠수함 임무  부레옥잠을 도입하는 데 관여 했다고 믿어 방글라데시 에서는 "독일 잡초"(벵골어: Germani pana )라고 불렸습다. 벵골 강의 항해 에 영향을 미치는 부레옥자을 근절하기 위한 협력적인 노력이 이루어졌다. 1936년 벵골 부레옥잠 법에서는 식물 재배를 금지했다. 1947년까지 문제가 해결되었고, 습지에 식물이 여전히 존재하지만 강은 항해가 가능해졌다.  수초는 영국이 일본 항공기가 안전하지 않은 착륙장에 착륙하도록 유인하기 위해 수초를 심었다는 소문이 있었기 때문에 스리랑카 에서는 "일본 문제"라고 불렸다.
이 식물은 전통적인 지혜에 따르면 1884년에 원예 감상을 위해 일본에 들어왔지만  이 식물 연구에 헌신한 한 연구원은 우키요에 화가 우타가와 구니사다 (또는 우타가와 도요쿠니 3세, 1865 년 사망 )가 수초, 금붕어, 아름다운 여성을 특징으로 하는 목판화를 제작했으며 그 날짜가 1855년이라는 것을 발견했다.  이나 유약을 바른 토기 수련 화분( 대체로 히바치 화분 사용)의 수면에 떠 있습니다 .
1930년대에 수초는 사료 , 관상용 식물 , 하수 처리 공장으로 중국에 도입되었고, 남부에서는 동물 사료로 널리 심었다. 1980년대부터 중국의 내륙 산업이 급속히 발전하면서 내륙 수역의 부영양화가 심화되었다. 효율적인 무성 생식과 환경 적응 메커니즘의 도움으로 수초는 강 유역에 널리 퍼지기 시작했다. 수초는 강을 막고 수상 교통을 방해했다. 예를 들어, 저장성과 다른 성의 많은 수로는 빠르게 성장하는 수초로 인해 막혔다. 또한 물속에 떠 있는 많은 수초가 햇빛이 물에 들어가는 것을 막고, 부패하면 물 속의 용존 산소가 소모되어 수질이 오염되고 다른 수생 식물을 죽일 수 있다. 수초병 발생은 지역 생태계 의 생물 다양성에 심각한 영향을 미쳤으며, 지역 주민의 생산, 생명, 건강을 위협했다.

### 유럽
2016년에 유럽연합은 EU 내에서 수초의 판매를 금지했다.  이 종은 EU 우려 침입 외래종 목록에 등재되어 있다.  이는 유럽연합 전체에서 판매뿐만 아니라 수입, 재배 또는 의도적인 환경 방출도 금지되어 있음을 의미한다.

### 오세아니아
파푸아뉴기니 에서는 부레옥잠이 다른 수생 생물의 햇빛을 차단하고, 말라리아를 옮기는 모기의 서식지를 조성하며, 배가 지나갈 수 없을 정도로 수로를 막고, 요리, 세탁, 식수 등의 용도에 사용되는 물의 수질을 저하시킨다. 사람들은 식량이나 의료 서비스를 받기 위해 이동할 수 없거나 오염된 물이나 모기로 인한 질병으로 인해 소득을 잃거나 심지어 사망하기도 한다.

## 제어
통제는 수초 감염 범위, 지역 기후, 인간과 야생 동물과의 근접성 등 영향을 받는 각 위치의 특정 조건에 따라 달라진다.

### 화학적 제어
화학적 방제는 환경과 인간 건강에 미치는 장기적인 영향 때문에 세 가지 수초 방제 방법 중 가장 적게 사용된다. 제초제를 사용하려면 정부 보호 기관과 숙련된 기술자의 엄격한 승인이 필요하며, 영향을 받는 지역을 다루고 살포해야 한다. 화학 제초제는 수초가 심하게 침투한 경우에만 사용한다.  그러나 제초제를 가장 성공적으로 사용하는 경우는 더 작은 침입 지역에 사용하는 경우이다. 더 넓은 지역에서는 더 많은 수초 매트가 제초제를 견뎌내고 더 넓은 지역의 수초 매트를 추가로 번식시키기 위해 조각낼 수 있기 때문이다. 또한 기계적 방제보다 비용 효율적이고 노동력이 덜 들지만 지하수 시스템으로 침투하여 생태계 내의 수문 순환에 영향을 미칠 뿐만 아니라 지역 수계와 인간 건강에 부정적인 영향을 미칠 수 있으므로 환경에 영향을 미칠 수 있다. 또한 제초제를 사용한다고 해서 수초만 엄밀하게 선택되는 것은 아니다. 핵심종과 미세조류와 같은 필수 유기체는 독소로 인해 죽을 수 있으며 연약한 먹이 사슬을 파괴할 수 있다.
부레옥잠의 화학적 조절은 2,4-D, 글리포세이트 , 디콰트 와 같은 일반적인 제초제를 사용하여 수행할 수 있다. 이 제초제는 부레옥잠 잎에 뿌려지며 식물의 생리학에 직접적인 변화를 일으킨다.  2,4-D로 알려진 제초제를 사용하면 새로운 조직의 세포 성장과 세포 사멸이 억제되어 부레옥잠이 죽는다.  물 히아신스 매트가 2,4-D로 파괴되기까지 거의 2주가 필요할 수 있다. 루이지애나에서는 매년 75,000~150,000에이커(30,000~61,000헥타르)의 부레옥잠과 앨리게이터 위드가 처리된다.
디콰트(diquat)로 알려진 제초제는 액상 브롬화물 염으로, 부레옥잠 잎에 빠르게 침투하여 식물 세포와 세포 과정을 즉각적으로 무력화시킬 수 있다. 글리포세이트( glyphosate) 제초제는 다른 제초제보다 독성이 약하기 때문에 부레옥잠 뭉치가 파괴되는 데 더 오랜 시간(약 3주)이 걸린다. 이 제초제의 증상으로는 식물이 지속적으로 시들고 잎이 노랗게 변색되어 결국 식물이 부패하는 것이 있다.

### 물리적 제어
물리적 제어는 버킷 크레인, 드래그라인 또는 붐과 같은 육상 기계나 수생 잡초 수확기 ,  준설선 또는 식물 분쇄기와 같은 수중 기계를 통해 수행한다.  기계적 제거는 식물 증식에 대한 최상의 단기 솔루션으로 간주된다.
식물 수확 기계의 회전 커터는 무성생식으로 번식할 수 있는 수초 조각을 남긴다.
수확된 수초는 오염 물질을 흡수하는 식물의 경향으로 인해 인간에게 건강 위험을 초래할 수 있으며  인간에게 독성이 있는 것으로 간주된다.

### 생물학적 방제
화학적 및 기계적 제거는 종종 너무 비싸고 오염이 심하며 효과가 없기 때문에 연구자들은 부레옥잠을 처리하기 위해 생물학적 방제제를 사용했다. 이러한 노력은 1970년대에 USDA 연구자들이 부레옥잠을 먹는 것으로 알려진 세 종의 바구미인 Neochetina bruchi , N. eichhorniae 및 물 히아신스 구멍뚫기 벌레 Sameodes albiguttalis를 미국에 방출하면서 시작되었다 . 이 바구미 종은 루이지애나, 텍사스, 플로리다와 같은 걸프 연안 주에 도입되었으며 수천 에이커의 땅이 물 히아신스에 의해 침해되었다. 10년 후, 부레옥잠 매트가 최대 33% 감소한 것으로 나타났지만 바구미의 수명 주기가 90일이기 때문에 생물학적 포식을 사용하여 부레옥잠의 성장을 효율적으로 억제하는 데는 제한이 있다.  이러한 유기체는 크기, 무성 번식 및 종자 생산을 제한하여 부레옥잠을 조절한다. 이들은 또한 수초에 병을 일으킬 수 있는 미생물을 운반한다. 이 바구미는 줄기 조직을 먹어치우는데, 이로 인해 식물의 부력이 상실되어 결국 식물이 가라앉게 된다.  제한적인 성공을 거두었지만, 이 바구미는 그 이후로 다른 많은 나라에서 방출되었다.  그러나 가장 효과적인 방제 방법은 과도한 영양분을 제어하고 이 종의 확산을 막는 것이다.
2010년 5월, 미국 농무부 농업연구청 (USDA)은 침입성 부레옥잠 종에 대한 추가 생물학적 방제 곤충으로 메가멜루스 스쿠텔라리스(Megamelus scutellaris)를 발표했다 . 메가멜루스 스쿠텔라리스는 아르헨티나가 원산지인 작은 멸구 곤충이다. 연구진은 2006년부터 광범위한 숙주 범위 연구를 통해 생물학적 방제제의 효과를 연구해 왔으며, 이 곤충은 숙주 특이성이 매우 강하여 표적 부레옥잠 이외의 다른 식물 개체군에는 위협이 되지 않을 것이라는 결론을 내렸다. 또한 연구진은 이 생물학적 방제가 기존의 생물학적 방제제 및 침입성 부레옥잠을 퇴치하기 위해 이미 사용되고 있는 제초제보다 더 회복력이 강할 것으로 기대하고 있다.  생물학적 방제제로 고려되고 있는 또 다른 곤충은 반수생 메뚜기인 코르놉스 아쿠아티쿰(Cornops aquaticum)이다. 이 곤충은 부레옥잠과 그 과에 특이적으로 서식하며, 식물을 섭식하는 것 외에도 2차 병원성 감염을 유발한다. 이 메뚜기는 통제 시험을 통해 남아프리카 에 도입되었다 .
로즈 대학교 생물학적 방제 센터는 남아프리카 공화국의 하트비스포트 댐을 포함한 댐 에서 생물학적 방제를 위해 M. scutellaris 와 부레옥잠 바구미 N. eichhorniae 및 N. bruchi를 대량으로 사육하고 있다.  나방 Niphograpta albiguttalis (Warren) (나비목: Pyralidae)는 북미, 아프리카 및 호주에 도입되었다. 이 나방의 유충은 부레옥잠의 줄기와 꽃봉오리에 구멍을 뚫었다.